# 152-мм гаубица образца 1938 года (М-10)
152-мм гаубица образца 1938 года (М-10, индекс ГАУ — 52-Г-536) — советская гаубица периода Второй мировой войны. Это орудие серийно выпускалось с 1939 по 1941 год включительно, использовалось в течение всей Великой Отечественной войны и состояло на вооружении Рабоче-крестьянской Красной армии (позже Советской армии) до конца 1950-х годов. Трофейные гаубицы М-10 были приняты на вооружение немецкого вермахта и армии Финляндии.

## История создания
К началу 1930-х годов руководству РККА стало очевидно, что состоящие на её вооружении тяжёлые 152-мм гаубицы обр. 1909 и 1910 гг. периода Первой мировой войны устарели и не удовлетворяют современным требованиям к орудиям такого класса. Основными недостатками этих орудий являлись:
- низкая мобильность из-за отсутствия подрессоривания;
- малые углы наведения, особенно горизонтального, что обуславливалось устаревшей конструкцией однобрусного лафета;
- недостаточная дальность стрельбы по причине небольшой длины ствола и недостаточного угла возвышения.

Некоторые недостатки попытались устранить путём модернизации этих орудий (152-мм гаубица образца 1909/30 годов и 152-мм гаубица образца 1910/37 годов), однако бо́льшая часть проблем так и осталась нерешённой, вследствие устаревшей конструкции лафета и ствольной группы. В то же время РККА испытывала большу́ю потребность в мощных 152-мм гаубицах, которые в тот период входили в том числе и в состав дивизионной артиллерии. Осознавая невозможность быстрого решения задачи собственными силами (российская конструкторская школа была сильно ослаблена Революцией и Гражданской войной), советское руководство попыталось решить эту проблему, заключив в 1930 году договор с Германией о поставке современных образцов артиллерийского вооружения. Немецкая сторона, представленная обществом «БЮТАСТ» (подставной организацией фирмы «Рейнметалл»), обязалась поставить в СССР ряд современных артиллерийских систем, лицензии на их производство и оказать содействие в освоении их серийного выпуска. Сделка была выгодна обеим сторонам — СССР получал самые современные образцы артиллерийского вооружения, а Германия, скованная рамками Версальского договора, получала возможность сохранить передовые позиции в области создания артиллерийских вооружений.

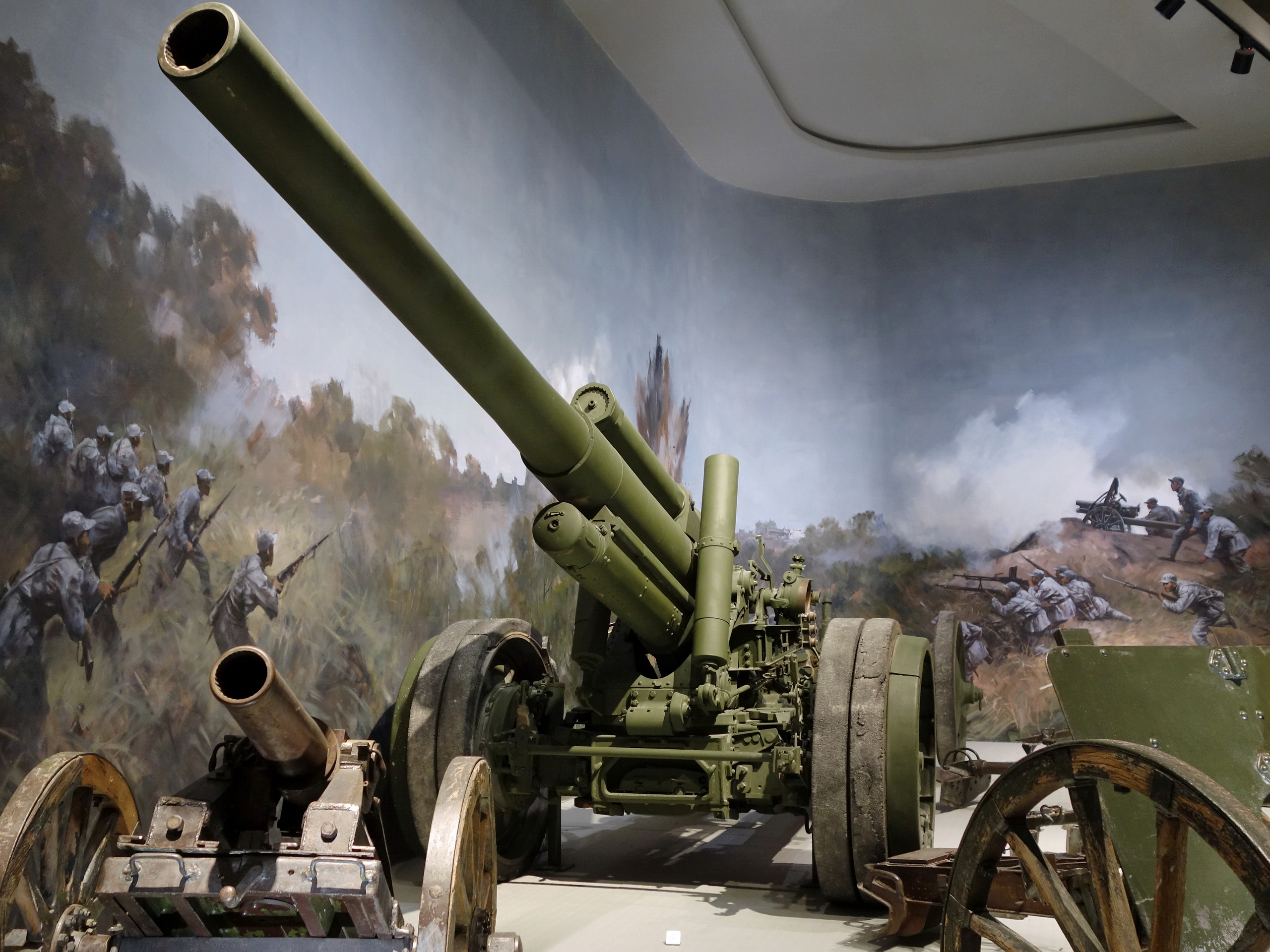
15-см гаубица sFH 18 «Рейнметалл» со стволом длиной 32 калибра в пекинском музее

В числе закупаемых артсистем были и тяжёлые гаубицы, получившие в СССР названия 152-мм мортира образца 1931 года (НМ) и 152-мм гаубица обр. 1931 года (НГ). Первое орудие представляло собой достаточно оригинальную конструкцию, одновременно сочетавшую в себе свойства пушки, гаубицы и мортиры. Вторая же артсистема являлась классической тяжёлой гаубицей достаточно современной на тот момент конструкции — орудие имело раздвижные станины, ствол длиной 25 калибров с горизонтальным клиновым затвором и дульным тормозом, подрессоренный колёсный ход с металлическими колёсами на резиновых шинах. НГ имела мощную баллистику с дальностью стрельбы порядка 13 км (аналогичный показатель советских гаубиц того периода не превышал 9 км). Орудие было принято на вооружение, его производство было поручено Мотовилихинскому механическому заводу (ММЗ). В 1932 году завод не смог сдать приёмке ни одной гаубицы, в декабре 1933 года было сдано 4 гаубицы, в 1934 году — ещё 4, на чём их производство было прекращено. Основной причиной такого решения являлась высокая технологичность орудия, не соответствовавшая уровню имевшейся производственной базы (на ММЗ гаубицы собирались полукустарным способом). В первой половине 1930-х годов советская промышленность была ещё не вполне способной освоить в производстве современные сложные орудия — помимо гаубицы НГ не удалось наладить выпуск крайне нужных 20-мм и 37-мм немецких зенитных автоматов, а также 122-мм гаубицы «Лубок». Кроме того, существовала ещё одна веская причина для снятия НГ с производства — орудие имело большую массу в походном положении — 5445 кг, что очень затрудняло его возку лошадьми, а механическая тяга в то время в РККА была развита очень слабо. Однако даже неудачный результат оказался полезным — советские инженеры и технологи, в ходе попытки освоения серийного производства НГ, ознакомились с конструкцией современных артсистем. Через несколько лет полученный ценный опыт был реализован на практике.

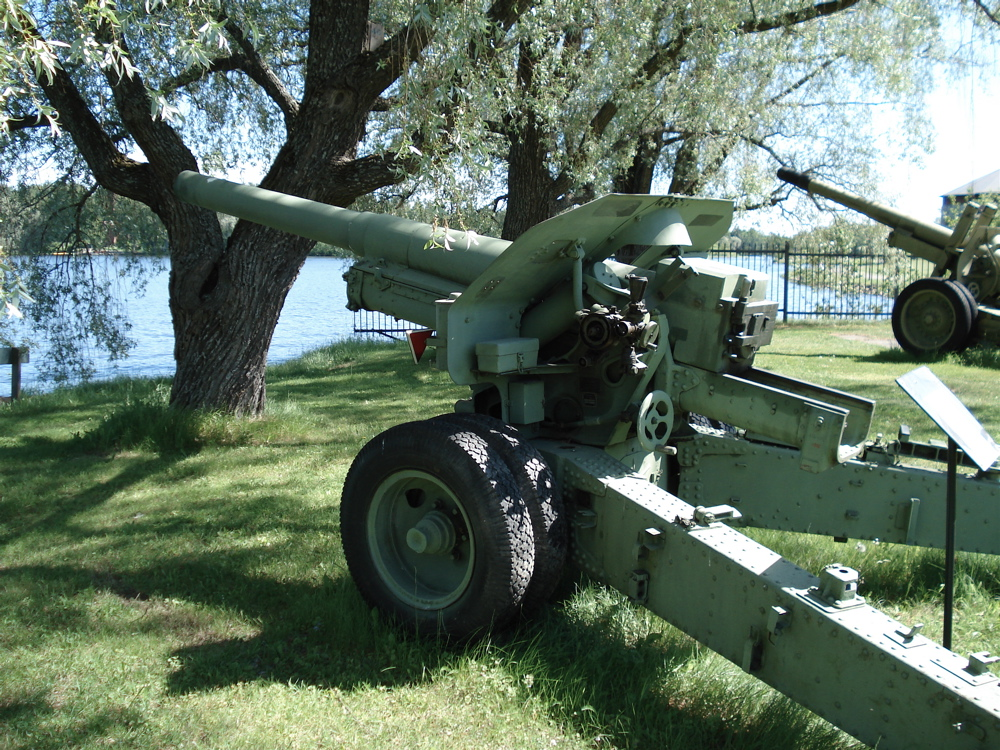
152-мм гаубица обр. 1938 г. М-10 в финском музее г. Хямеэнлинна. Вид слева-сзади

В 1937 году на заводе № 172 в Мотовилихе (бывший ММЗ) в КБ под руководством Ф. Ф. Петрова начинается проектирование новой гаубицы современной конструкции. Технический проект нового орудия был отправлен в Артиллерийское управление 1 августа 1937 года, первый опытный образец был готов 2 ноября 1937 года, после чего начались его заводские испытания. На полигонные испытания 25 июля 1938 года были поданы уже два опытных образца, имевших между собой существенные отличия — гаубица № 303 имела ствол длиной 20 калибров с нарезкой прогрессивной крутизны, а гаубица № 302 — ствол длиной 25 калибров с нарезкой постоянной крутизны. Проводившиеся с 19 по 23 октября 1938 года полигонные испытания выявили преимущество гаубицы с длиной ствола 20 калибров, имевшей лучшую кучность при той же дальности стрельбы. В то же время полигонные испытания гаубица не выдержала, поскольку были выявлены недостаточная прочность верхнего станка, ненадёжность подрессоривания, течь тормоза отката, низкое качество колёс. Разработчику было предложено исправить недостатки и отправить орудие на войсковые испытания. На войсковые испытания, проходившие дважды (в начале 1939 года и с 22 декабря 1939 года по 10 января 1940 года), был подан доработанный вариант М-10 с удлинённым на 2,3 калибра стволом, что обеспечило полное сгорание заряда. Также в 1939 году был создан опытный образец М-10 с картузным заряжанием, однако дальше заводских испытаний этого образца дело не пошло. В итоге, ещё до полного завершения войсковых испытаний, 29 сентября 1939 года М-10 была принята на вооружение под официальным наименованием «152-мм дивизионная гаубица обр. 1938 г.». Впоследствии прилагательное «дивизионная» было опущено из официального наименования орудия.

## Наименование
В 1930-х гг. правительство СССР ввело буквенные индексы для каждого машиностроительного производства. Мотовилихинский механический завод (г. Пермь) получил индекс «М». Изделия, разработанные этим заводом, имеют наименование с этим индексом — М-10, М-30 и т. д.

## Производство
Серийное производство М-10 велось с декабря 1939 года на заводах № 172 в Молотове и № 235 в Воткинске.
| Производитель    | 1939 | 1940 | 1941 | Всего |
| ---------------- | ---- | ---- | ---- | ----- |
| № 172 (Молотов)  | 4    | 601  | 513  | 1118  |
| № 235 (Воткинск) |      |      | 220  | 220   |
| Всего            | 4    | 601  | 733  | 1338  |

| Производитель    | 1-е полугодие | июль | август | сентябрь | Всего |
| ---------------- | ------------- | ---- | ------ | -------- | ----- |
| № 172 (Молотов)  | 277           | 135  | 100    | 1        | 513   |
| № 235 (Воткинск) | 185           | 35   |        |          | 220   |
| Всего            | 462           | 170  | 100    | 1        | 733   |

В связи с исключением 152-мм гаубиц из состава дивизионной артиллерии и упразднением стрелковых корпусов летом — осенью 1941 года производство орудия было завершено «за отсутствием надобности».
Кроме того было произведено 204 орудия М-10Т для вооружения танков КВ-2 (1939 — 4, 1940—100, 1941—100).

## Описание конструкции

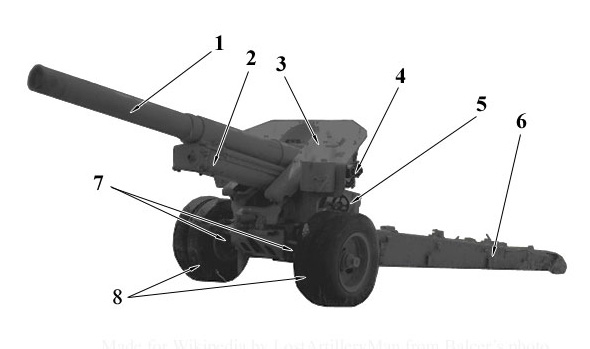
Устройство 152-мм гаубицы обр. 1938 г. (М-10):
1 — ствол
2 — противооткатные устройства
3 — щитовое прикрытие
4 — панорамный прицел
5 — казённик
6 — раздвижные станины
7 — подрессоривание
8 — колёсный ход

Гаубица М-10 являлась весьма совершенным для своего времени орудием. К основным конструктивным особенностям ствольной группы гаубицы М-10 относятся переменная длина отката, затвор поршневого типа, гидравлический тормоз отката и гидропневматический накатник. Заряжание раздельное гильзовое, всего для орудия предусматривалось 8 различных метательных зарядов (по состоянию на 1957 год). Орудие оснащалось подъёмным и поворотным механизмами секторного типа. В походном положении ствол оттягивался. Лафет с раздвижными клёпаными станинами коробчатого типа комплектовался колёсами от грузового автомобиля ЗИС-5. Для защиты расчёта от пуль и осколков имелось щитовое прикрытие.
У гаубицы М-10 отсутствует дульный тормоз. Для изначальной ориентации орудия на его использование в дивизионной артиллерии это было большим плюсом — боевые порядки дивизионной артиллерии располагаются достаточно близко к передовой, и при наличии дульного тормоза поднятая с поверхности земли пороховыми газами пыль сильно демаскирует орудие. С другой стороны, при использовании М-10 в роли более удалённого от передовой корпусного орудия этот недостаток уже не играл значительной роли.
Орудие могло перемещаться как конной (имелся передок массой около 400 кг), так и механической тягой.

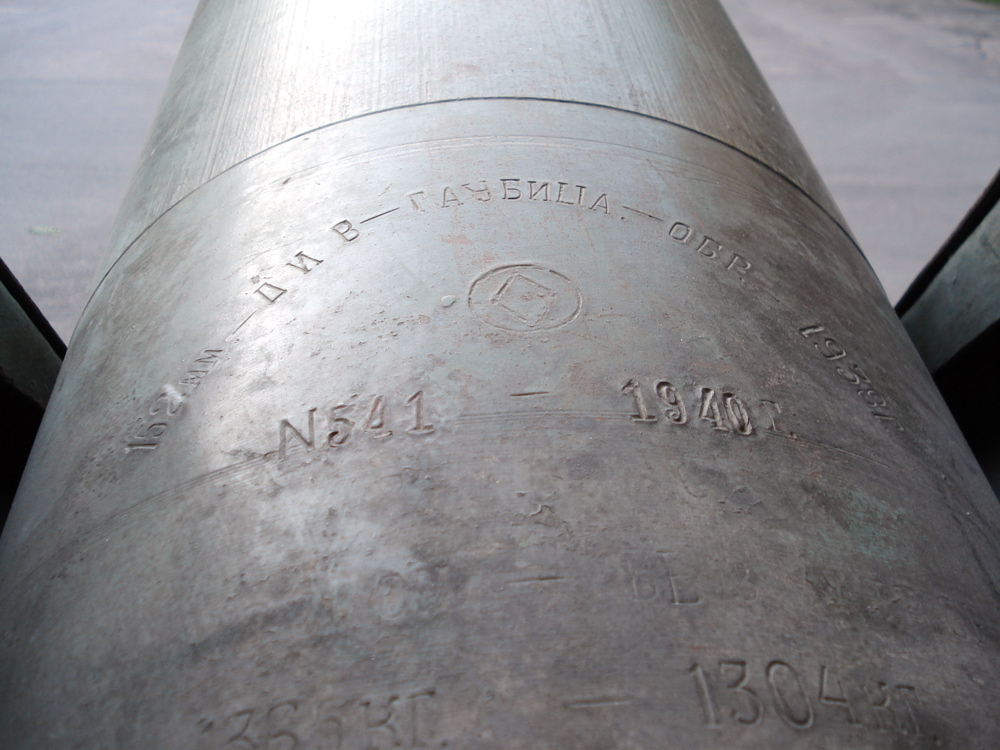
Заводские паспортные данные, выбитые на стволе гаубицы
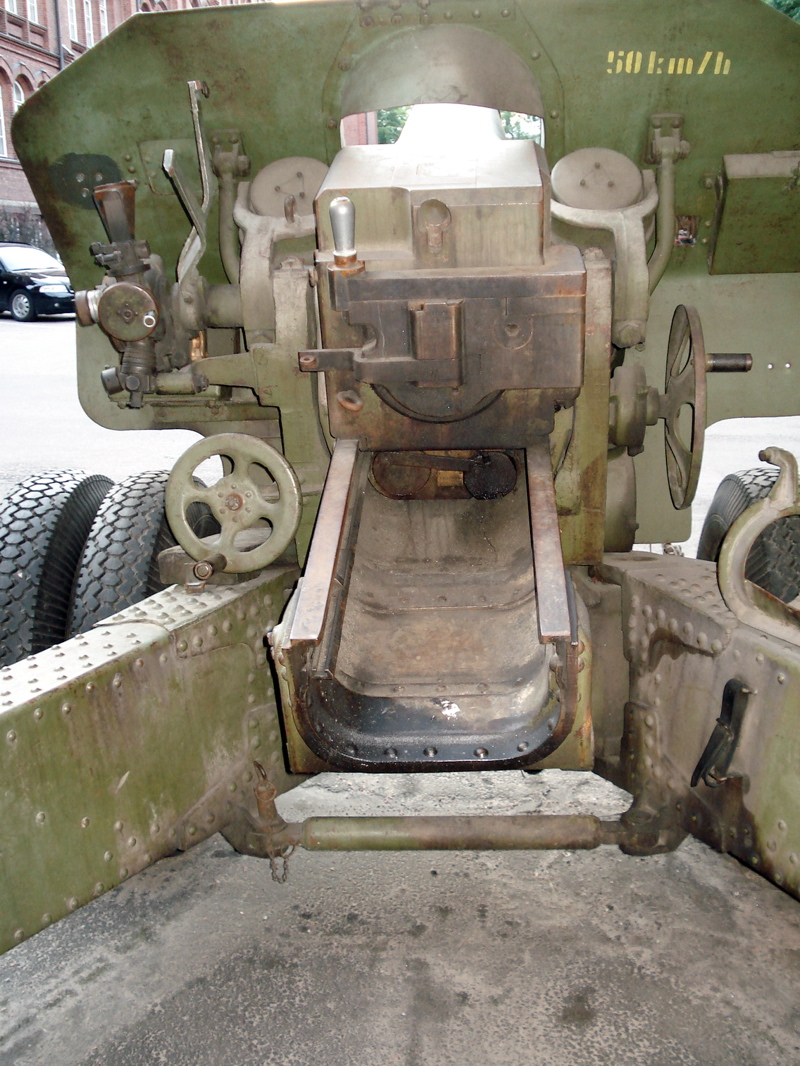
Казённая часть орудия (крупный план)
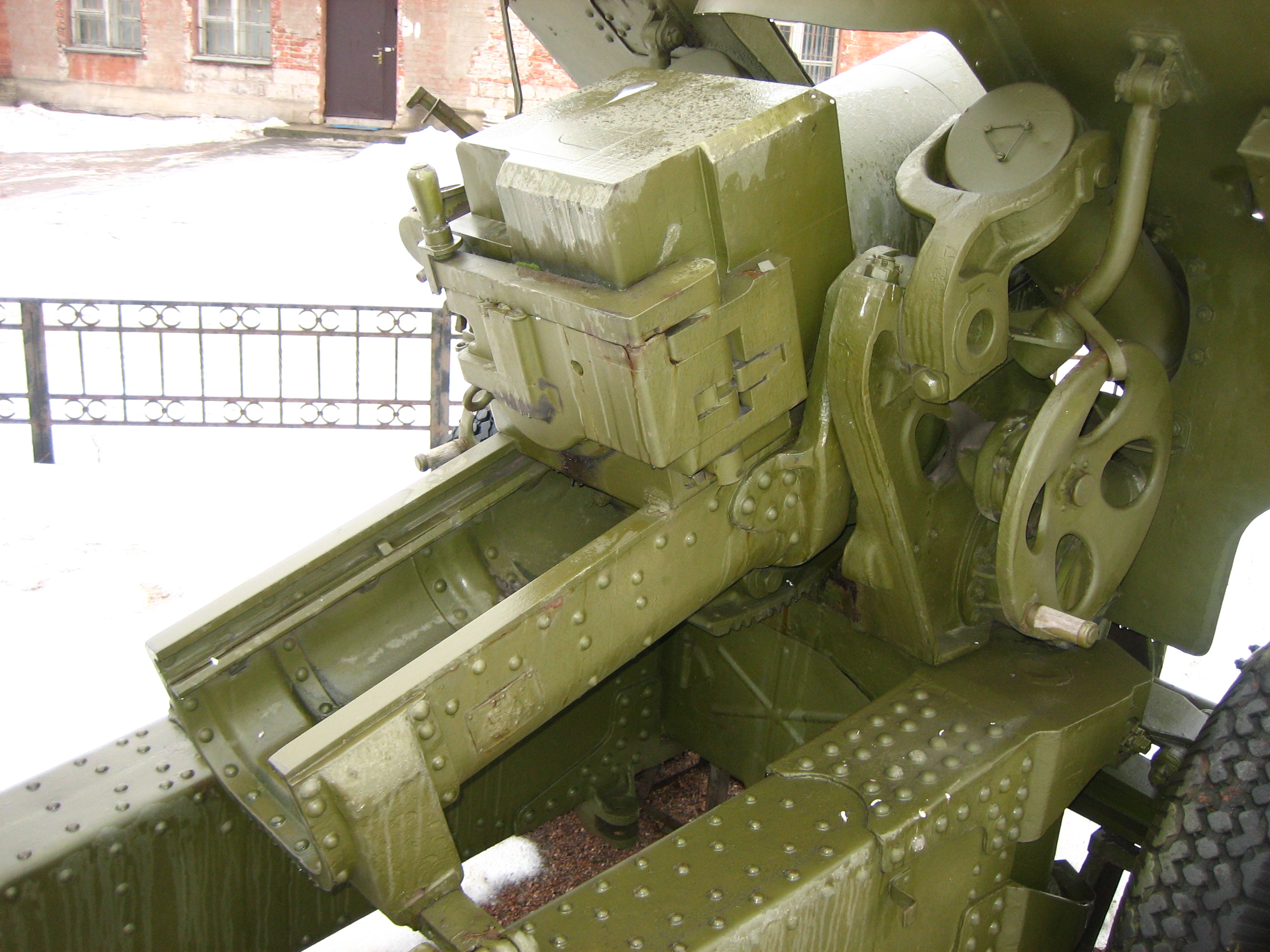
Казённая часть орудия (крупный план)
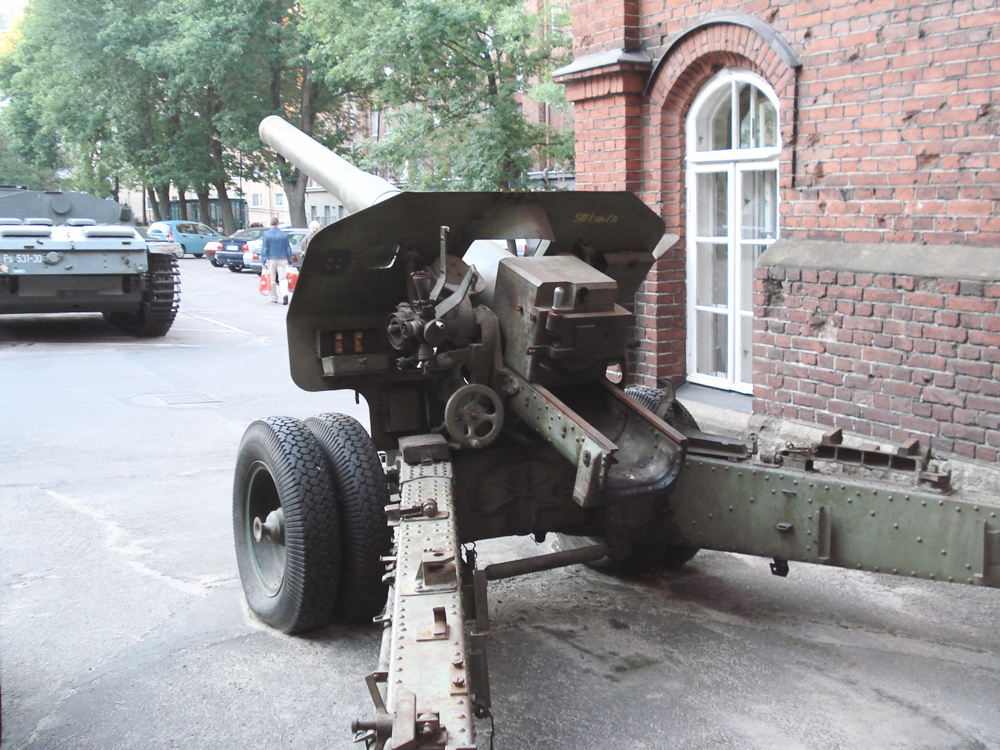
Казённая часть орудия и раздвижные станины
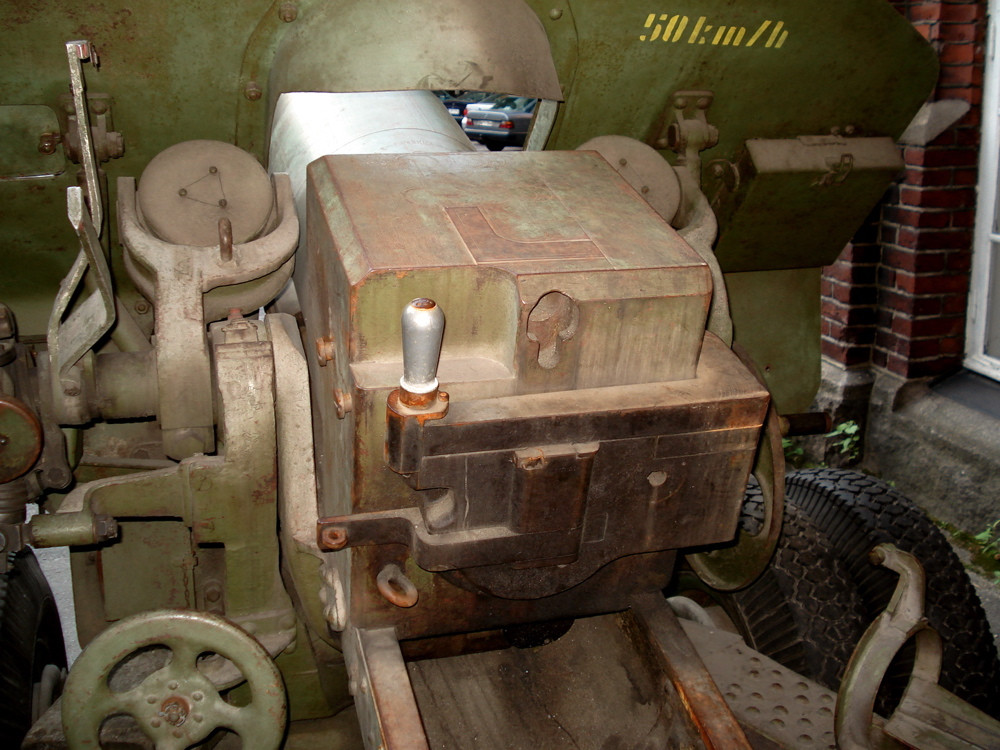
Поршневой затвор
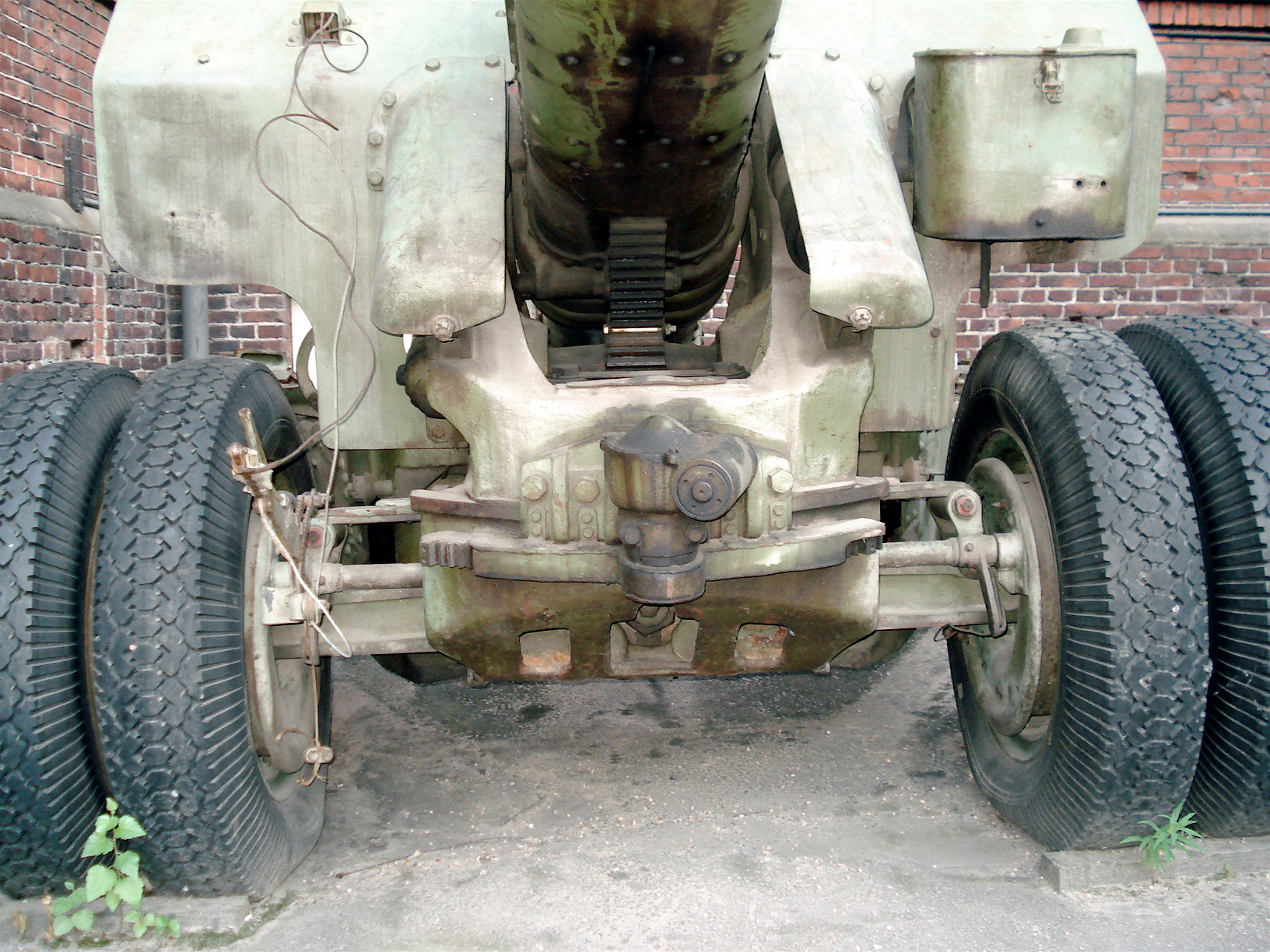
Колёсный ход орудия
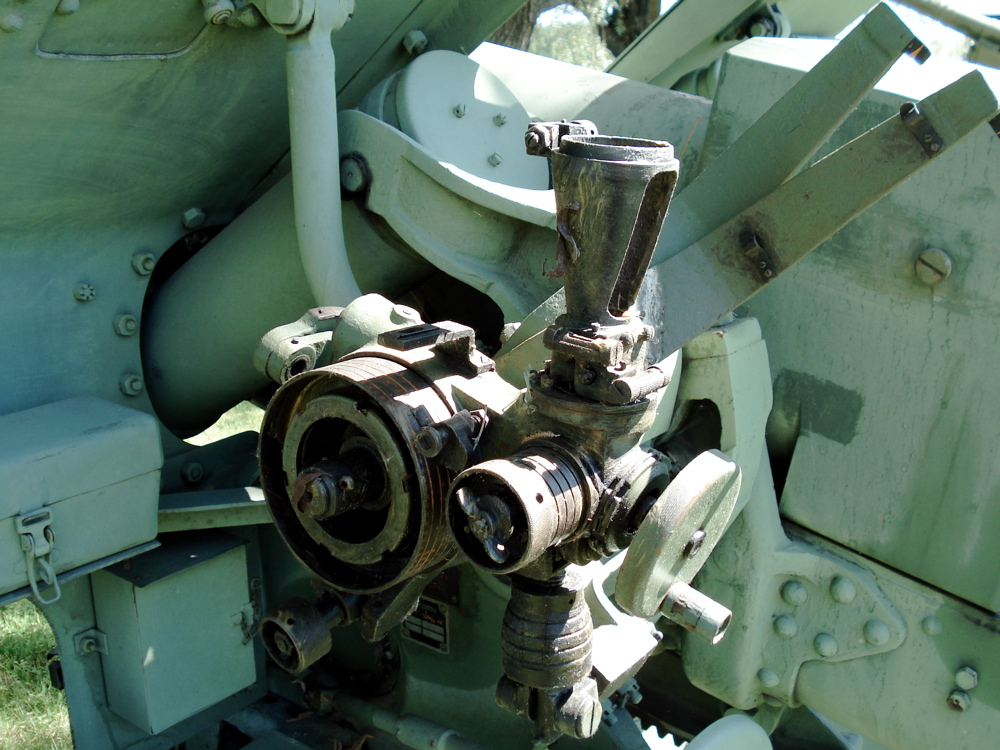
Часть панорамного прицела гаубицы
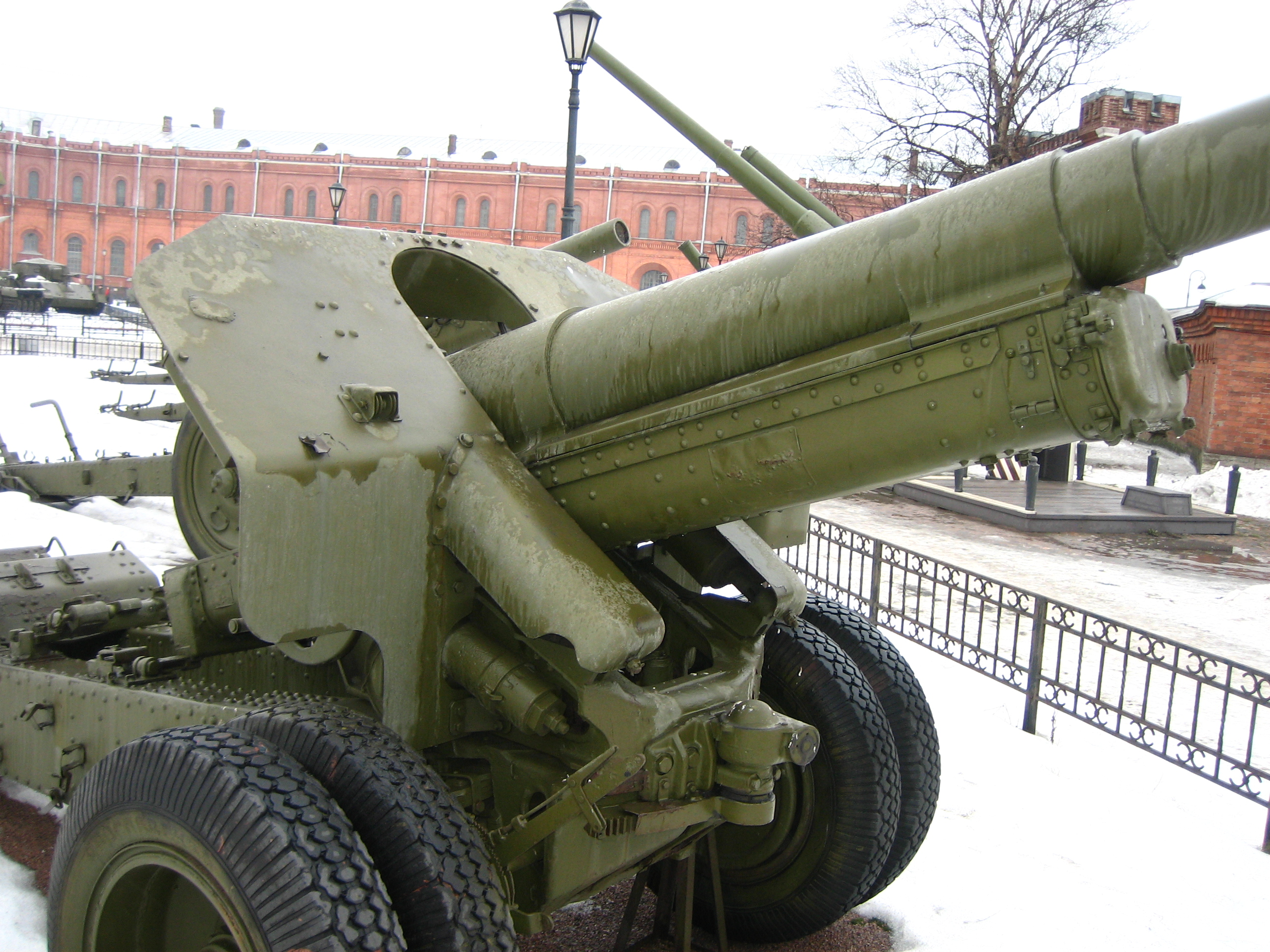
Щитовое прикрытие

## Модификации
Помимо стандартного буксируемого варианта, в 1940—1941 годах под названием 152-мм танковая гаубица обр. 1938/40 гг. (М-10Т, индекс ГАУ — 52-ПТ-536) выпускалась модификация орудия, предназначенная для установки в башню тяжёлого танка КВ-2. От базовой конструкции ствольной группы М-10 это орудие отличалось меньшей длиной ствола, более слабой баллистикой с целью уменьшения отдачи и длины отката, а также рядом других изменений. По своим характеристикам орудие М-10Т фактически уже не было гаубицей, поскольку его угол возвышения не превышал 12°. Первоначально танк КВ-2 предполагалось вооружить устаревшей короткоствольной гаубицей обр.1909/30, но впоследствии для самой современной на тот момент машины решили использовать самую современную и мощную 152-мм гаубичную артсистему, которой и была М-10.
Также в единственном экземпляре был построен опытный вариант гаубицы М-10 с картузным заряжанием. Его заводские испытания прошли в 1939 году, но дальнейшего развития эти работы не получили.

## Организационно-штатная структура

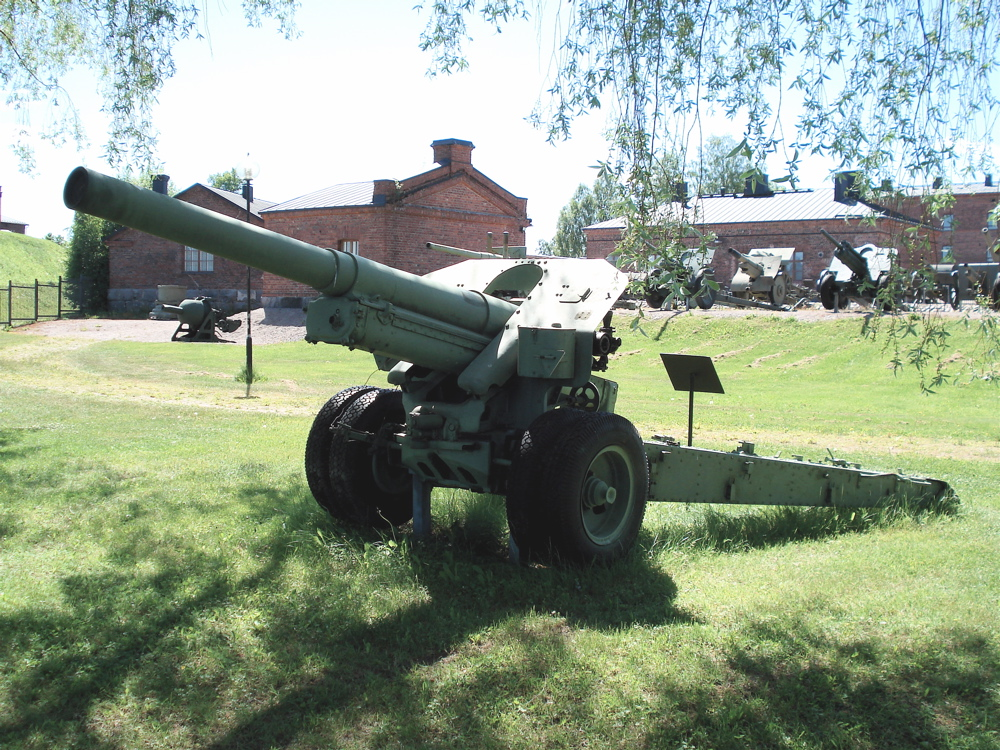
152-мм гаубица обр. 1938 г. М-10 в финском музее г. Хямеэнлинна. Вид слева-спереди

По штату 1939 года в стрелковой дивизии имелся гаубичный полк с дивизионом 152-мм гаубиц (12 шт.). В июле 1941 года гаубичный полк из состава дивизии был исключён. Также до лета 1941 года дивизион 152-мм гаубиц имелся в моторизованной и танковой дивизиях. В корпусной артиллерии в 1941 году 152-мм гаубиц по штату не было (их заменяли гаубицы-пушки МЛ-20). В составе стрелковых корпусов в 1944 году имелись артиллерийские полки пятибатарейного состава (20 орудий), в состав которых наряду с другими орудиями входили и 152-мм гаубицы. В составе артиллерии резерва Верховного Главного Командования (РВГК) в течение всей войны были гаубичные полки (48 гаубиц) и тяжёлые гаубичные бригады (32 гаубицы). Полки и бригады могли объединяться в артиллерийские дивизии.

## Боевое применение
На 1 января 1941 года на балансе ГАУ КА находилось 596 гаубиц, из которых 1 требовала текущего ремонта и 1 заводского.
На 1 июня 1941 года в войсках находилось 960 орудий.
На 22 июня 1941 года 152-мм гаубиц обр. 1938 г. имелось около 1000 штук. С первых же дней Великой Отечественной войны это орудие вступило в бой. Гаубица использовалась для стрельбы с закрытых позиций по окопанной и открыто расположенной живой силе противника, его фортификациям и заграждениям, важным объектам в его ближнем тылу. Большой угол горизонтальной наводки и достаточно мощная баллистика позволяли орудию успешно бороться с танками. Однако в ходе летних боёв 1941 года гаубицы М-10 понесли большие потери (в западных военных округах перед войной было 773 таких орудия, практически все они были потеряны), и в том же году их серийное производство было прекращено. Уцелевшие М-10 использовались в течение всей войны.

## М-10 за рубежом

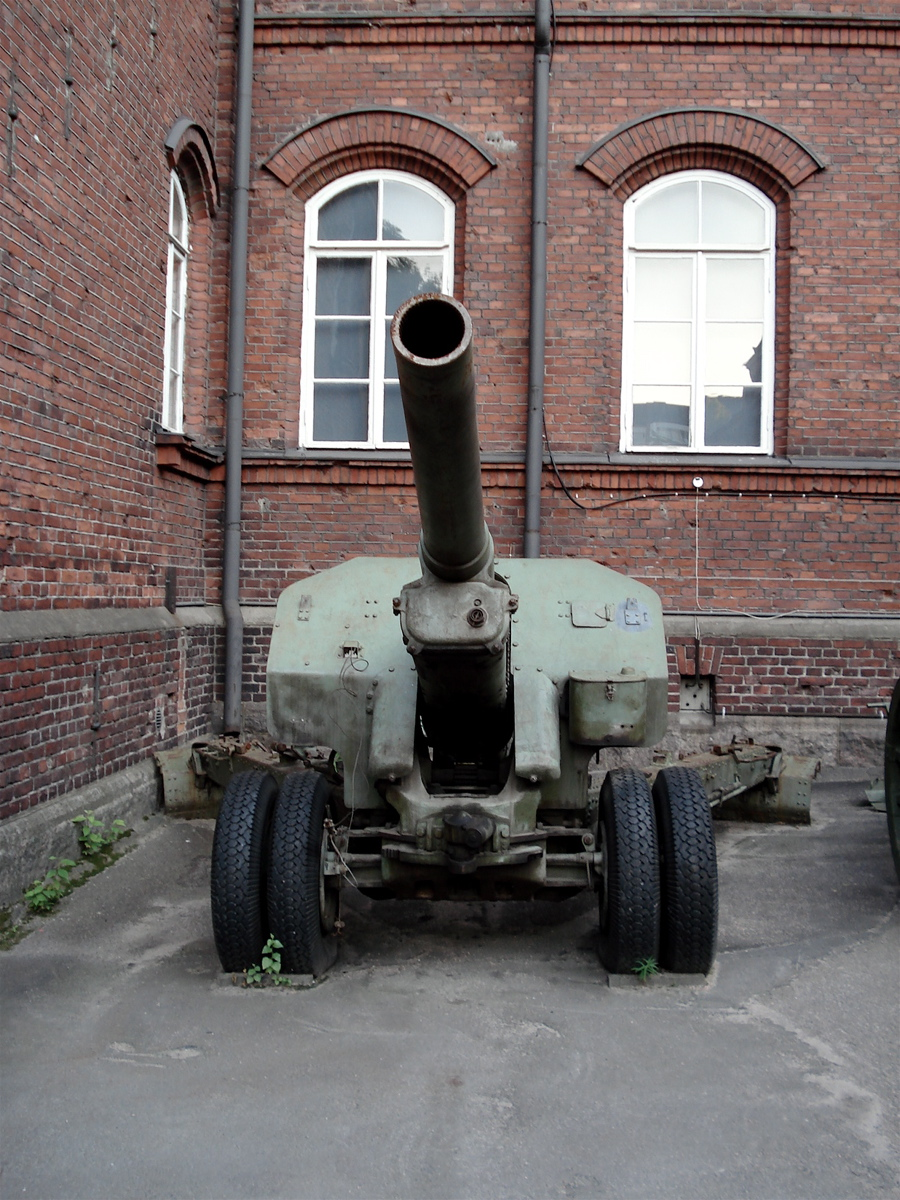
152-мм гаубица обр. 1938 г. М-10 в финском музее в Хельсинки. Вид спереди

Значительное количество орудий этого типа было захвачено вермахтом в 1941 году. Гаубица была принята на вооружение немецкой армии под индексом 15,2 cm s.F.H.443(r). Финская армия с 1941 года захватила 45 гаубиц M-10 и ещё 57 купила в Германии в 1944 году. В финской армии ими комплектовались 5 тяжёлых артиллерийских батальонов, активно участвовавших в боях (боевые потери летом 1944 года составили 7 орудий). Финны весьма высоко оценили это орудие, отметив как недостаток лишь достаточно большую массу. После окончания войны гаубица М-10 продолжала состоять на вооружении финской армии до 2000 года, когда все орудия этого типа были изъяты со складов. В 1980-х годах финны даже рассматривали возможность модернизации орудия, но в итоге отказались от этой идеи в пользу приобретения в объединённой Германии 152-мм пушек-гаубиц Д-20 из запасов бывшей армии ГДР.

## Оценка проекта
| ТТХ 152-мм советских гаубиц времён Великой Отечественной войны и их зарубежных аналогов |                |               |                                                                         |                   |                         |           |                     |                |                |               |
| Характеристика                                                                          | М-10 обр.38 г. | Д-1 обр.43 г. | 15 cm sFH 18                                                            | 15 cm vz. 37      | da 149/19               | 155 mm M1 | BL 5.5-inch         | 15 cm m/39     | L/22 M. 1929   | Тип 96        |
| Государство                                                                             | Флаг СССР      | Флаг СССР     | Красный флаг, в центре которого находится белый круг с чёрной свастикой | Флаг Чехословакии | Флаг Италии (1861—1946) | Флаг США  | Флаг Великобритании | Флаг Швеции    | /              | Флаг Японии   |
| Годы разработки                                                                         | 1937—38        | 1942—43       | 1928—33                                                                 | 1933—37           | 1933—37                 | 1939—41   | 1939—41             | 1938—39        | до 1927        | 1920—34       |
| Годы производства                                                                       | 1939—41        | 1943—49       | 1933—45                                                                 | 1938—39           | 1939—45                 | 1942—45   | 1941—45             | 1939—46        | 1929—31        | 1937—45       |
| Построено, шт.                                                                          | 1338           | 2827          | 5403                                                                    | 138               | 147                     | 10 300    | 1679                | 113            | 24             | 440           |
| Масса в боевом положении, кг                                                            | 4150           | 3600          | 5512                                                                    | 5200              | 5650                    | 5427      | 6190                | ?              | 5165           | 4140          |
| Масса в походном полож., кг                                                             | 4550           | 3640          | 6304                                                                    | 5720              | 5780                    | 5800      | ?                   | ?              | 5675           | 4920          |
| Калибр, мм                                                                              | 152,4          | 152,4         | 149,1                                                                   | 149,1             | 149,1                   | 155       | 139,7               | 149,1          | 149,1          | 149,1         |
| Длина ствола, клб                                                                       | 23,1           | 23,1          | 29,5                                                                    | 24                | 20,4                    | 23        | 29,8                | 24             | 22             | 23,6          |
| Масса ОФ-гранаты, кг (тип)                                                              | 40 (ОФ-530)    | 40 (ОФ-530)   | 43 (SprGr.)                                                             | 42 (vz. 37)       | 42,5 (Mod. 32)          | 43 (M107) | 37,2 (Mk. 3D)       | 41,5 (m/39-40) | 38,5 (M. 1927) | 31,3 (Тип 92) |
| Макс. начальная скорость, м/с                                                           | 508            | 508           | 520                                                                     | 580               | 597 (31,8 кг граната)   | 563       | 590                 | 580            | 635            | 540           |
| Дульная энергия, МДж                                                                    | 5,16           | 5,16          | 5,81                                                                    | 7,06              | 7,57                    | 6,81      | 7,12                | 6,98           | 7,76           | 4,56          |
| Макс. дальнобойность, м                                                                 | 12 400         | 12 400        | 13 250                                                                  | 15 100            | 14 250                  | 14 955    | 16 600              | ~15 000        | 15 300         | 11 900        |
| Углы ВН, град                                                                           | −1…+65         | −3…+63        | −1…+43                                                                  | −5…+70            | −3…+60                  | −2…+63    | −5…+45              | −5…+65         | 0…+45          | −1…+65        |
| Сектор ГН, град                                                                         | 50             | 35            | 56                                                                      | 90                | 50                      | 50        | 60                  | 45             | 40             | 30            |

На момент принятия на вооружение орудие М-10 было современным образцом, отвечающим всем предъявляемым РККА требованиям к тяжёлым гаубицам. При сравнении с зарубежными аналогами М-10 как минимум не уступает лучшим мировым образцам. Для сравнения, наиболее массовая немецкая 150-мм тяжёлая полевая гаубица s.F.H.18 имела максимальную дальность стрельбы 13 325 м, превосходя М-10 почти на километр, но одновременно была на тонну тяжелее (походная масса 5510 кг), что сильно ограничивало её подвижность. Обладающую отличными характеристиками (дальность стрельбы 12 500 м, масса в походном положении 3500 кг) более совершенную гаубицу s.F.H.36, являющаяся прямым развитием НГ, немцам в крупносерийное производство запустить не удалось из-за широкого использования дефицитных лёгких сплавов в конструкции лафета. Японская 150-мм полевая гаубица при аналогичной массе, дальнобойности и подвижности имела более лёгкий снаряд. Чехословацкая 150-мм гаубица K4 (немецкое название s.F.H.37[t]) имела дальность стрельбы 15 750 м и массу 5730 кг, существенно превосходя М-10 по дальности стрельбы, но при этом сильно уступая в мобильности (это орудие ближе к мощным гаубицам-пушкам). То же самое можно сказать про 149-мм итальянскую гаубицу фирмы «Ансальдо» (14 250 м, 5500 кг) и американскую 155-мм гаубицу M1 (14 600 м, 5800 кг). Французские 155-мм гаубицы Шнейдера обр. 1917 г. уступали М-10 как по дальности стрельбы (11 200 м), так и по массе (4300 кг) и к началу Второй мировой войны явно устарели, как и британские 6-дюймовые гаубицы Виккерса, созданные в 1915 году. Сравнение с более поздней 152-мм гаубицей Д-1 показывает, что оба орудия имели свои преимущества и недостатки — при одинаковой баллистике Д-1 была на тонну легче, но имела на 15° меньший угол горизонтальной наводки, а также была снабжена дульным тормозом, сильно демаскирующим орудие при стрельбе.
Тем не менее, в 1941 году, после начала войны, серийное производство М-10 было прекращено. Обычно причинами этого называется следующее:
- Больша́я масса гаубицы М-10, которая затрудняла её использование в дивизионной артиллерии;
- Сложившееся к 1941 году мнение, что для корпусной артиллерии мощность М-10 недостаточна;
- Неотлаженный технологический процесс выпуска М-10 и её трудное освоение в войсках;
- Отсутствие надобности в таком орудии при оборонительных боях 1941 года.

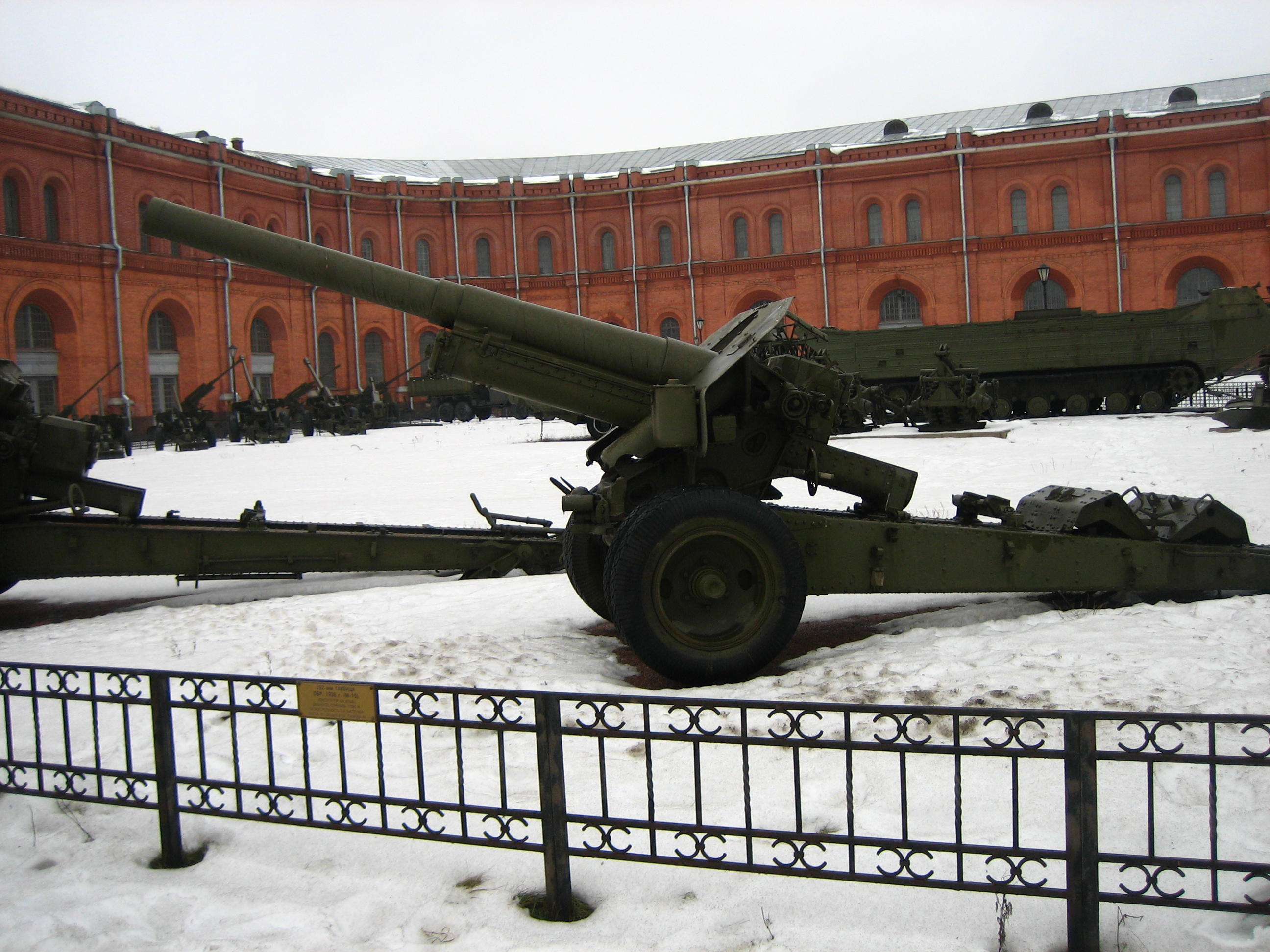
152-мм гаубица обр. 1938 г. (М-10) в Музее инженерных войск и артиллерии в Санкт-Петербурге

Однако эти аргументы уязвимы для критики. Безусловно, для дивизионного орудия М-10 была тяжела, но летом 1941 года все 152-мм гаубицы были исключены из дивизионной и корпусной артиллерии. Ссылки на недостаточную мощность М-10 также не очень убедительны — принятая на вооружение в 1943 году гаубица Д-1 имела аналогичную с М-10 баллистику, и её мощность для корпусной артиллерии считалась вполне достаточной. Более того, в корпусной артиллерии состояли и существенно менее мощные орудия — например, 107-мм пушки обр. 1910/30 гг. К 1941 году М-10 уже почти два года выпускалась крупной серией и, соответственно, была отлажена в производстве. В обороне тяжёлые гаубицы вполне могут использоваться для контрбатарейной стрельбы, постановки заградительного огня; огневой мощи М-10 даже при стрельбе осколочно-фугасными снарядами или шрапнелью «на удар» (не говоря уже о бетонобойных снарядах) было достаточно против любого образца бронетехники вермахта в 1941 году. Также надо учитывать, что в 1941 году РККА не вставала в глухую оборону, а при каждом удобном случае пыталась перейти в наступление либо контратаковать.
Известный российский военный историк М. Свирин предлагает следующие причины снятия этого орудия с производства:
- дефицит мощных тягачей, способных эффективно осуществлять буксировку М-10;
- высокая металлоёмкость и сложность в производстве лафета;
- сложность ремонта и обслуживания орудия;
- занятость заводов № 9 и № 172 мобилизационными заданиями по массовому производству других орудий — гаубиц М-30 и гаубиц-пушек МЛ-20, потеря завода № 352; в результате М-10 стало негде выпускать.

После исключения летом 1941 года 152-мм гаубиц из состава дивизионной артиллерии и упразднения корпусной артиллерии (вместе с корпусами) М-10 фактически потеряла назначение. Тяжёлые орудия в тот период концентрировались в частях РВГК, где уже находилась гаубица-пушка МЛ-20, с которой М-10 конкурировать не могла. Однако в 1943 году, с формированием корпусной артиллерии, вновь возникла потребность в 152-мм гаубицах, которую пришлось удовлетворять разворачиванием производства нового орудия — гаубицы Д-1, представляющей собой «гибрид» ствольной группы М-10 и лафета М-30. Однако производство Д-1 началось лишь в конце 1943 года и носило мелкосерийный характер — за 1943—1944 годы было произведено всего 342 орудия. В результате корпусная артиллерия РККА столкнулась с острым дефицитом орудий, который пришлось удовлетворять (да и то далеко не полностью) в основном за счёт 107-мм пушек обр. 1910/30 гг., существенно менее мощных, чем Д-1 и М-10. Учитывая это, прекращение производства М-10 стоит признать в целом негативным обстоятельством для Красной армии, хотя освободившиеся производственные мощности после сворачивания её выпуска внесли большой вклад в оснащение дивизионной артиллерии РККА современной отличной гаубицей М-30.

## Характеристики и свойства боеприпасов

Основные 152,4-мм гаубичные снаряды (для гаубиц М-10 и Д-1): 1 — осколочно-фугасная стальная граната 53-ОФ-530, 2 — осколочная граната сталистого чугуна 53-О-530, 3 — бетонобойный снаряд 53-Г-530

М-10 могла стрелять всем ассортиментом 152-мм гаубичных снарядов, за исключением мортирной фугасной гранаты 53-Ф-521, стрельба которой из гаубиц М-10, Д-1 и гаубицы-пушки МЛ-20 была категорически запрещена. Как и у других орудий калибра 152 мм, работа заряжающего и подносчика в расчёте была очень тяжёлой — требовалось в одиночку переносить снаряды массой свыше 40 кг.
При установке взрывателя осколочно-фугасной гаубичной гранаты 53-ОФ-530 на осколочное действие её осколки разлетаются на площади 2100 м²: 70 м по фронту и до 30 м в глубину. Если взрыватель установлен на фугасное действие, то при взрыве гранаты в грунте средней плотности образуется воронка диаметром 3,5 м и глубиной около 1,2 м. Кумулятивный снаряд 53-БП-540 пробивал под углом 90° — 250 мм, 60° — 220 мм, 30° — 120 мм.
Бетонобойный снаряд 53-Г-530 с начальной скоростью 457 м/с на первом заряде проникал в удалённую на 1 км железобетонную стенку при попадании по нормали (окончательная скорость 398 м/с) на 80 см и разрывался внутри неё, обеспечивая пробитие 114 см железобетона. Метод изготовления бетонобойных снарядов для гаубицы М-10 влиял на их боевые характеристики: снарядом 53-Г-530Ш можно было стрелять на полном (самом мощном) заряде, а снарядом 53-Г-530 — категорически запрещалось, во избежание его разрыва в канале ствола орудия. Максимально дозволенным для 53-Г-530 зарядом был первый, соответственно, начальная скорость и глубина углубления в бетон у него были меньше, чем у 53-Г-530Ш.
Для стрельбы из гаубицы предусматривалось 8 видов метательных зарядов. Для осколочных, осколочно-фугасных и бетонобойных снарядов предназначались 7 зарядов, получаемых из полного заряда 54-Ж-536 последовательным удалением равновесных пучков пороха. Таким образом в порядке убывания мощности получались первый, второй, третий, четвёртый, пятый и шестой заряды. Для стрельбы кумулятивным снарядом 53-БП-540 предназначался «специальный» заряд.
К концу 1950-х годов из боекомплекта гаубицы М-10 были изъяты все снаряды старых типов, и в нём остались только осколочная граната 53-О-530, осколочно-фугасная граната 53-ОФ-530, кумулятивный снаряд 53-БП-540 и бетонобойные снаряды 53-Г-530 и Г-530Ш (также не исключено и наличие химических боеприпасов, но по соображениям секретности они не фигурируют в обычных таблицах стрельбы).
По баллистике, обслуживанию и номенклатуре боеприпасов гаубица М-10 считалась совершенно равноценной более поздней гаубице Д-1, и все необходимые сведения о специфике М-10 приводились во вкладке к таблицам стрельбы гаубицы Д-1. В издании таблиц стрельбы 1957 года эта вкладка ещё присутствовала, однако в следующем издании 1968 года она была изъята. Таким образом, официальное снятие гаубицы М-10 с вооружения Советской армии имело место между 1957 и 1968 годами.
| Номенклатура боеприпасов |                |               |                   |                 |                    |                                 |                                     |
| Индекс выстрела          | Индекс снаряда | Индекс заряда | Масса снаряда, кг | Масса ВВ/ОВ, кг | Масса выстрела, кг | Начальная скорость снаряда, м/с | Максимальная дальность стрельбы, км |
| Кумулятивные             |                |               |                   |                 |                    |                                 |                                     |
| 3ВБП1                    | 53-БП-540      | 4Ж5           | 27,67             | 5,6             | 36                 | 560                             | 3                                   |
| Полубронебойные          |                |               |                   |                 |                    |                                 |                                     |
| 53-ВФ-536М               | А3-ПБ-35       | 54-Ж-536М     | 51,07             | 3,15            |                    | 432                             | 5                                   |
| Бетонобойные             |                |               |                   |                 |                    |                                 |                                     |
| 53-ВГ-534                | 53-Г-530       | 54-Ж-534      | 40                | 5,1             |                    | 405                             | 10,14                               |
| 53-ВГ-536                | 53-Г-530       | 54-Ж-536      | 40                | 5,1             | 47,5               | 457                             | 11,2                                |
| 53-ВГ-536                | 53-Г-530Ш      | 54-Ж-536/4Ж13 | 40                |                 | 47,5               | 508                             | 12,33                               |
| Осколочные               |                |               |                   |                 |                    |                                 |                                     |
| 53-ВО-534А               | 53-О-530А      | 54-Ж-534      | 40                | 5,31            |                    | 405                             | 10,14                               |
| 53-ВО-536А               | 53-О-530А      | 54-Ж-536/4Ж13 | 40                | 5,31            | 48                 | 508                             | 12,39                               |
| Осколочно-фугасные       |                |               |                   |                 |                    |                                 |                                     |
| 53-ВОФ-534               | 53-ОФ-530      | 54-Ж-534      | 40                | 5,83            |                    | 405                             | 10,14                               |
| 53-ВОФ-536               | 53-ОФ-530      | 54-Ж-536/4Ж13 | 40                | 5,83            | 48                 | 508                             | 12,39                               |
| 53-ВОФ-536Р              | 53-ОФ-530Р     | 54-Ж-536/4Ж13 | 40                | 5,43            | 48                 | 508                             | 12,39                               |
| 3ВОФ13                   | 3ОФ9           | 4Ж13          | 40                | 5,43            | 48                 | 508                             | 12,39                               |
| 3ВОФ101                  | 3ОФ66          |               | 40,85             | 7,8             |                    |                                 | 13,7                                |
| Фугасные                 |                |               |                   |                 |                    |                                 |                                     |
|                          | 53-Ф-531       |               | 44,91             | 5,7             |                    |                                 |                                     |
| 53-ВФ-534                | 53-Ф-533       | 54-Ж-534      | 40,41             | 8,0             |                    |                                 |                                     |
| 53-ВФ-534К               | 53-Ф-533К      | 54-Ж-534      | 40,68             | 7,3             |                    |                                 |                                     |
| 53-ВФ-534Н               | 53-Ф-533Н      | 54-Ж-534      | 41                | 7,3             |                    |                                 |                                     |
| 53-ВФ-534У               | 53-Ф-533У      | 54-Ж-534      | 40,8              | 8,8             |                    |                                 |                                     |
| 53-ВФ-534Ф               | 53-Ф-533Ф      | 54-Ж-534      | 41,1              | 3,9             |                    |                                 |                                     |
| Шрапнельные              |                |               |                   |                 |                    |                                 |                                     |
| 53-ВШ-534                | 53-Ш-501       | 54-Ж-534      | 41,16/41,83       | 0,5             |                    |                                 |                                     |
| 53-ВШ-534Т               | 53-Ш-501Т      | 54-Ж-534      | 41,16             | 0,5             |                    |                                 |                                     |
| Осветительные            |                |               |                   |                 |                    |                                 |                                     |
| 3ВС4                     | 3С1            | 4Ж13          | 40,2              | —               | 48,7               | 654                             |                                     |
| Химические               |                |               |                   |                 |                    |                                 |                                     |
|                          | 53-ХС-530      | 54-Ж-536/4Ж13 | 38,8              |                 |                    | 508                             | 12,39                               |
|                          | 53-ХС-530Д     |               | 42,5              | 5,4             |                    |                                 |                                     |
|                          | 53-ХН-530      | 54-Ж-536/4Ж13 | 39,1              |                 |                    | 508                             | 12,39                               |
|                          | 3Х3            |               | 40                | 2,873           |                    |                                 |                                     |
|                          | 3Х3-35         |               | 40                | 2,82            |                    |                                 |                                     |

## Сохранившиеся экземпляры

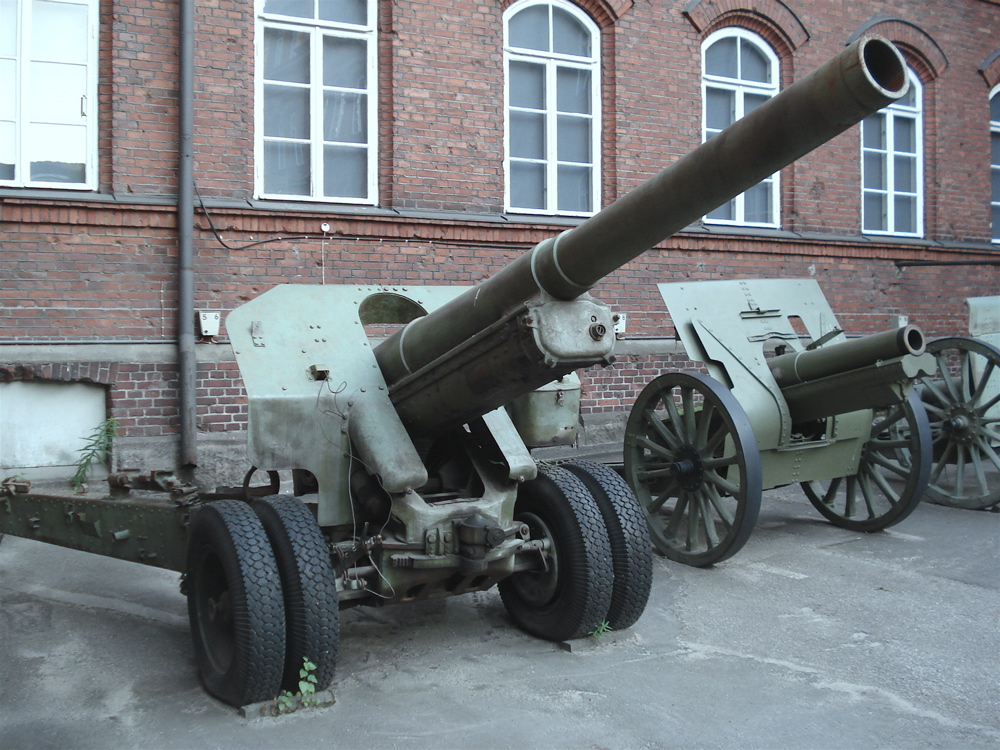
152-мм гаубица обр. 1938 г. М-10 в финском музее в Хельсинки

152-мм гаубица М-10 экспонируется в музеях и мемориалах России и Финляндии, в частности, её имеют в своих экспозициях:
- Музей артиллерии и инженерных войск, Санкт-Петербург;
- Петропавловская Крепость, Санкт-Петербург (до 2002 года эти орудия использовали для производства полуденного выстрела; после израсходования запаса подходящих зарядов их сменили сначала гаубицы-пушки МЛ-20, а затем гаубицы Д-30);
- Музей отечественной военной истории в деревне Падиково Московской области;
- Памятник с гаубицей М-10 установлен в 2010 году в посёлке Локоть Брянской области, орудие было найдено местным поисковым отрядом[34];
- Военный музей Хельсинки;
- Артиллерийский музей в г. Хямеэнлинна;
- Собрание артиллерии у гостиницы Herttua в Финляндии.
- Холм славы г. Ровно (Украина).
- Музей военной техники УГМК, г. Верхняя Пышма Свердловской области.*Владикавказ.Барбашово поле.